# Acalolepta ovina
Acalolepta ovina är en skalbaggsart som beskrevs av Francis Polkinghorne Pascoe 1863. Acalolepta ovina ingår i släktet Acalolepta och familjen långhorningar. Inga underarter finns listade i Catalogue of Life.